# Ваха, Лукаш
Лу́каш Ва́ха (чеш. Lukáš Vácha; род. 13 мая 1989, Прага) — чешский футболист, опорный полузащитник, бывший игрок сборной Чехии.

## Клубная карьера
Ваха — воспитанник пражской «Славии». Из-за высокой конкуренции он на правах аренды выступал за «Яблонец» и «Баник». Летом 2009 года Лукаш покинул «Славию» и подписал соглашение со «Слованом» из Либерца. 25 июля в матче против «Кладно» он дебютировал за новую команду в Гамбринус лиге. 23 августа в поединке против «Динамо» из Ческе-Будеёвице Ваха забил свой первый гол за «Слован». В сезоне 2011/2012 Лукаш помог клубу выиграть чемпионат. 23 августа 2012 года в матче Лиги Европы против днепропетровского «Днепра» он забил гол.
В начале 2013 года Ваха перешёл в столичную «Спарту». 23 февраля в матче против «Словацко» он дебютировал за пражский клуб. 1 июня в поединке против «Дуклы» Лукаш забил свой первый гол за «Спарту». В сезоне 2013/2014 он стал чемпионом и обладателем Кубка Чехии. 2 октября 2014 года в поединке Лиги Европы против швейцарского «Янг Бойз» Лукаш забил гол. В 2015 году Ваха помог Спарте завоевать Суперкубок страны.

## Карьера в сборной
В 2009 году Ваха в составе молодёжной сборной Чехии принял участие в молодёжном чемпионате мира в Египте. На турнире он сыграл в матчах против команд Австралии, Бразилии, Коста-Рики и Венгрии.
В 2011 году Лукаш помог молодёжной команде занять четвёртое место на молодёжном чемпионате Европы в Дании. На турнире он сыграл в матчах против сборных Украины, Испании, Швейцарии и Белоруссии.
21 мая 2014 года в товарищеском матче против сборной Финляндии Ваха дебютировал за сборную Чехии.

## Статистика выступлений за сборную
| Матчи Лукаша Вахи за сборную Чехии | Матчи Лукаша Вахи за сборную Чехии | Матчи Лукаша Вахи за сборную Чехии | Матчи Лукаша Вахи за сборную Чехии | Матчи Лукаша Вахи за сборную Чехии | Матчи Лукаша Вахи за сборную Чехии | Матчи Лукаша Вахи за сборную Чехии |
| ---------------------------------- | ---------------------------------- | ---------------------------------- | ---------------------------------- | ---------------------------------- | ---------------------------------- | ---------------------------------- |
| №                                  | Дата                               | Оппонент                           | Счёт                               | Голы                               | Соревнование                       |                                    |
| 1                                  | 21 мая 2014                        | Финляндия                          | 2:2                                | -                                  | Товарищеский матч                  |                                    |
| 2                                  | 3 июня 2014                        | Австрия                            | 1:2                                | -                                  | Товарищеский матч                  |                                    |
| 3                                  | 3 сентября 2014                    | США                                | 0:1                                | -                                  | Товарищеский матч                  |                                    |
| 4                                  | 9 сентября 2014                    | Нидерланды                         | 2:1                                | -                                  | Отборочный матч ЧЕ-2016            |                                    |
| 5                                  | 10 октября 2014                    | Турция                             | 2:1                                | -                                  | Отборочный матч ЧЕ-2016            |                                    |
| 6                                  | 13 октября 2014                    | Казахстан                          | 4:2                                | -                                  | Отборочный матч ЧЕ-2016            |                                    |
| 7                                  | 31 марта 2015                      | Словакия                           | 0:1                                | -                                  | Товарищеский матч                  |                                    |
| 8                                  | 12 июня 2015                       | Исландия                           | 1:2                                | -                                  | Отборочный матч ЧЕ-2016            |                                    |

## Достижения
Командные
 «Слован» (Либерец)
- Чемпионат Чехии по футболу — 2011/12

 «Спарта» (Прага)
- Чемпионат Чехии по футболу — 2013/14
- Обладатель Кубка Чехии — 2013/14
- Обладатель Суперкубка Чехии — 2014